# Aleksandrs Čaks
Aleksandrs Čaks (Riga, 27. listopada 1901. – Riga, 8. veljače 1950.), rođen kao Aleksandrs Čadarainis, bio je latvijski avangardni pjesnik i prozaist. Jedan je od najpoznatijih latvijskih književnika 20. stoljeća, koji je ostao poznat po opisima načina života u latvijskim selima. Njegova su djela prevedena na engleski, ruski i njemački jezik, a mnoga se čuvaju u zbirci knjižnice američkog Kongresa u Washingtonu D.C.

## Djela
Iz zbirke knjižnice američkog Kongresa u Washingtonu D.C.:
- Augstā krasta (1950.)
- Č-a-k-s (2005.), 4 reizdanja, izvorno objavljeno i tiskano u dva izdanja: Seši, 1928., i Zaļā vārna, 1929.
- Cīņai un darbam; dzejas (1951.)
- Debesu dāvana: vienas vasaras dzejoļi (1980.)
- Dvēsele kabatā: dzeja (2000.), ISBN 9984-05-300-8
- Dzejas izlase (1996.), ISBN 9984-04-410-6
- Igra zhiznʹi︠u︡ (1970.)
- Izlase (1971.), 2 izdanja
- Kārlis Skalbe: raksti un atmiņas (1999.), ISBN 9984-17-597-9
- Kļava lapa (1969.)
- Kopoti raksti: 6 sējumos (1991. – 2001.) 5 svezaka, ISBN 5-7966-0268-3
- Kremlī pie Ļeņina (1980.)
- Mana mīlestība (1958.)
- Mana paradīze (1951.)
- Mana Rīga: dzejoļi un poēmas (1961.)
- Mūžības skartie (1950.)
- Mūžības skartie: dzejas par latviešu strēlniekiem (1981., 1988.), ISBN 5-410-00321-7
- Patrioti, dzejojumi un dzejoļi (1948.)
- Raksti (1971.)
- Rīga: 30. gadi (1983.)
- Savādais gaidītājs: dzeja un proza (2004.), ISBN 9984-05-738-0
- Selected poems, obradio Arvīds Grigulis, na engleski preveo Ruth Speirs (1979.)
- Spēle ar dzīvību: noveles, stāsti, tēlojumi (2000) ISBN 9984-17-331-3
- Tikai tevi es mīlējis esmu: dzejoļi (1986.)
- Umurkumurs (1968.)
- Vēlais viesis (2005.), ISBN 9984-720-88-8
- Zelta ielāps: dzejas izlase 1972 (1972.)
- Zem cēlās zvaigznes; dzejoļi un dzejojumi (1948.)